# 桑园镇 (邛崃市)
桑园镇，是中华人民共和国四川省成都市邛崃市下辖的一个乡镇级行政单位。2019年12月，撤销茶园乡、大同乡，将原茶园乡和原大同乡干塘村、陈院村、古坪村、会龙村、建中村所属行政区域划归桑园镇管辖，桑园镇人民政府驻下新街15号。

## 行政区划
桑园镇下辖以下地区：
马鞍社区、高店村、通泉村、中田村、向阳村、童桥村、大林村、太山村和艾河村。